# Walter Pohlenz (Grafiker)
Walter Pohlenz (* 15. März 1901 in Leipzig; † 6. August 1970 ebenda) war ein deutscher Grafiker, Zeichner und Maler.

## Leben und Werk
Zu Pohlenz gibt es nur wenige Informationen. Das Leipziger Adressbuch verzeichnet ihn von 1927 bis 1933 als Graphiker in der Talstraße 12 b. Pohlenz dürfte Mitglied der KPD gewesen sein. Für die Reichstagswahl 1932 sind die von ihm entworfenen Plakate Wählt Liste 3 Kommunisten und Einheitsfrontaktion gegen faschistische Reaktion. Liste 3 Kommunisten nachgewiesen. Pohlenz benutzte auf seinen Arbeiten als Kürzel Poh.
Nach 1945 war Pohlenz einer der Leipziger Künstler der „ersten Stunde“. Er war Mitglied der Gewerkschaft 17, Sparte bildende Kunst, später des Verbandes Bildender Künstler der DDR. 1948 stellte er mit Arthur Hoffmann (* 1885) und Kurt Kießling die Ausstellungsleitung der von der Gewerkschaft ausgerichteten (dritten) Leipziger Kunstausstellung.
Pohlenz arbeitete in Leipzig vor allem als Gebrauchsgrafiker, u. a. als politischer Karikaturist, und war in den 1950er Jahren Lehrer an der Leipziger Fachschule für Angewandte Kunst.

## Werke (Auswahl)
- Rückblicke. Der große Sprung (Tusche-Zeichnung; 1948 auf der Leipziger Kunstausstellung)[5]
- Unter der imperialistischen Friedenspalme (Zeichnung, 33 × 49 cm; auf der Vierten Deutsche Kunstausstellung)[6]
- Jugendfürsorge des NATO-Kanzlers (Zeichnung, 19 × 30 cm; auf der Vierten Deutsche Kunstausstellung)
- Der Militärseelsorgevertrag /Bischof Dibelius (aus der Folge Aus NATO-Deutschland; Zeichnung, 33 × 21 cm; auf der Vierten Deutschen Kunstausstellung)[7]
- Bergarbeiter (Öl, 1983, 79 × 57 cm; Kunstarchiv Beeskow)

## Ausstellungen (mutmaßlich unvollständig)
- 1948: Leipzig, Museum der bildenden Künste, Leipziger Kunstausstellung[8]
- 1958/1959: Dresden, Vierte Deutsche Kunstausstellung
- 1962: Leipzig, Bezirkskunstausstellung Leipzig